# Reial Societat Espanyola de Física

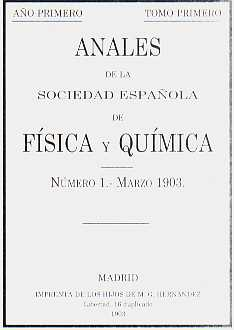
Portada del primer número de Anales de la Sociedad Española de Física y Química, primera publicació de la societat precursora de la RSEF

La Reial Societat Espanyola de Física (RSEF) és una societat científica espanyola dedicada al desenvolupament i divulgació de la Física, tant en el seu aspecte de ciència pura com en les seves aplicacions. Té el seu origen en 1980 després de l'escissió de la Reial Societat Espanyola de Física i Química que va ser fundada en 1903.
La RSEF és membre de la Societat Europea de Física (European Physical Society, EPS), una organització sense ànim de lucre, fundada en 1968, que promou l'intercanvi d'idees entre físics i la cooperació entre societats científiques i tècniques europees en el camp de la física, i de la Federació Iberoamericana de Societats de Física.
La RSEF és un col·lectiu estructurat en 15 seccions locals i en 23 grups especialitzats que abasten les diferents àrees de la Física. Alguns d'aquests grups especialitzats són compartits amb la Reial Societat Espanyola de Química.

## Història
Encara que la Reial Societat Espanyola de Física (RSEF) sorgeix en 1980, la seva història es remunta fins a 1903, any de la fundació de la Societat Espanyola de Física i Química (SEFQ) i molt aviat comença a publicar la revista Anales de la Sociedad Española de Física y Química. El nombre de socis va ser de 263 durant el primer any.
Amb motiu del 25è aniversari de la seva fundació, el rei Alfons XIII va distingir a la societat en 1928 amb el nom de Reial Societat Espanyola de Física i Química. A partir d'aquesta data es comencen a crear les primeres seccions locals (Sevilla, Barcelona, Madrid, València) i se celebraran les reunions biennals de la societat.
A mitjan anys 30 ja compta amb uns 1400 socis. Després del parèntesi de la guerra civil espanyola i les seves nefastes conseqüències, la societat comença un nou apogeu, sobretot a partir de la dècada dels 60. Augmenten les seccions territorials i apareixen els grups especialitzats, com el d'Adsorción (creat en 1978). Al final de la dècada es decideix l'escissió de la societat en dues branques independents, les Reials Societats de Física (RSEF) i de Química (RSEQ), continuadores de la labor de la societat matriu que va celebrar la seva última reunió biennal a Burgos del 29 de setembre al 3 d'octubre de 1980.
En els anys següents es generalitzen els grups especialitzats dins de la RSEF, i continua la celebració de les reunions biennals.

## Presidents de la RSEF
Per veure els presidents de la RSEFQ, durant el període comprès entre 1903 i 1980, vegeu l'article Presidents de la RSEFQ. Els presidents de la RSEF han estat: 
- 1980-84: Carlos Sánchez del Río y Sierra
- 1984-88: Maximino Rodríguez Vidal
- 1988-93: Alfredo Tiemblo Ramos
- 1993-97: José María Savirón de Cidón
- 1997-05: Gerardo Delgado Barrio
- 2005-09: Antonio Fernández Rañada
- 2009-13: Mª del Rosario Heras Celemín
- 2013- : José Adolfo de Azcárraga Feliu

## Grups especialitzats i seccions locals
Des dels anys 70 van ser sorgint diverses seccions o grups especialitzats dins de la Reial Societat Espanyola de Física i Química, que posteriorment van passar a la RSEF i/o a la RSEQ.
- Física de plasmes
- Adsorció
- Astrofísica
- Calorimetria i Anàlisi tèrmica
- Col·loides i interfases
- Cristal·lografia i creixement cristal·lí
- Didàctica i història de la física i la química
- Ensenyament de la Física
- Física atòmica i molecular
- Física de l'estat sòlid
- Física en les Ciències de la Vida
- Física Estadística i No Lineal
- Física de les Altes Energies
- Nanociència i materials moleculars
- Física de polímers
- Física Mèdica
- Física Nuclear
- Física Teòrica
- Informació Quàntica
- Dones en Física
- Reologia
- Termodinàmica

La RSEF també posseeix 15 seccions locals: Alacant, Aragó, Astúries, Cantàbria, Castella-la Manxa, Extremadura, Galícia, Granada, La Rioja, Navarra, País Basc, Salamanca, Sevilla, València, Valladolid.

## Publicacions
La publicació clàssica Anales de Física editada per la RSEFQ es va dividir en dues sèries entre 1981 i 1992:
- Anales de Física / Serie A, Fenómenos e interacciones, (ISSN 0211-6243, CODEN AFAIDU)
- Anales de Física / Serie B, Aplicaciones, Métodos e Instrumentos, (ISSN 0211-6251, CODEN AFBIDZ).

Entre 1992 i 1998 les dues sèries es reunifiquen i la revista recupera el seu nom d'Anales de Física, (ISSN 1133-0376, CODEN AFISEX). En aquest període cau la presentació d'articles.
La publicació va deixar d'editar-se després del n° 2 de 1998, quan aquesta revista es va fusionar amb diverses revistes europees (Acta Physica Hungarica, Czechoslovak Journal of Physics, Il Nuovo Cimento, Journal de Physique, Portugaliae Physica i Zeitschrift für Physik) per a fundar The European Physical Journal (EPJ). En 2000 es va publicar un número de tancament de la revista.
Per continuar la tradició de la revista desapareguda, la Reial Societat Espanyola de Física (RSEF) està ara publicant unes revistes titulades Revista Española de Física (que seria la successora dels Anales de Física) i Revista Iberoamericana de Física. També publica un butlletí informatiu la revista "Anales de Física: Monografías", que recull actes de congressos i conferències celebrades a Espanya, i alguns llibres.

## Premis de la RSEF
La RSEF té instaurats diversos premis:
- Medalla de la RSEF
- Premi Física, Innovació i Tecnologia
- Premi a Investigadors Novells, amb categories de Física Teòrica i Física Experimental
- Premis Ensenyament de la Física, amb categories d'Universitat i Ensenyaments Mitjans
- Premi als millors articles publicats en Revista Española de Física i a Revista Iberoamericana de Física.

Des de l'any 2006, aquests premis s'atorguen en col·laboració amb la Fundació BBVA, i ha augmentat considerablement la seva dotació econòmica.